# Risë Stevens
Risë Stevens (født 11. juni 1913 i New York City, død 20. marts 2013 på Manhattan) var en amerikansk mezzosopran, der fangede en bred folkelig publikum på højden af sin karriere (1940-1960). Hun døde 99 år gammel i 2013.